# Delhi (Nowy Jork)
Delhi – miasto w Stanach Zjednoczonych, w stanie Nowy Jork, w hrabstwie Delaware.